# Sites de bagnes australiens
Les sites de bagnes australiens est une sélection de onze colonies pénitentiaires, sur le territoire australien. Ils sont inscrits depuis 2010 sur la liste du patrimoine mondial.
Les  colonies pénitentiaires en Australie furent établies par l'Empire britannique aux XVIIIe et XIXe siècles notamment autour de Sydney (dont Hyde Park Barracks) et dans l'île de Tasmanie (dont Port Arthur), mais aussi dans l'île Norfolk et à Fremantle (dont la prison de Fremantle). Ces sites accueillirent des dizaines de milliers de condamnés. Chacun avait une vocation propre, qu'il s'agisse d'enfermement punitif ou de rééducation par le travail forcé au service du projet colonial. 
Selon l'UNESCO, « ils présentent les meilleurs exemples survivants de la déportation de criminels à grande échelle et de l'expansion colonisatrice des puissances européennes par la présence et le travail des bagnards. »

## Les onze sites
- Kingston and Arthurs Vale Historic Area
- Old Government House and Domain
- Hyde Park Barracks (Sydney)
- Brickendon and Woolmers Estates
- Darlington Probation Station
- Old Great North Road
- Cascades Female Factory
- Port Arthur Historic Site
- Coal Mines Historic Site
- Cockatoo Island Convict Site
- Prison de Fremantle

### Autres sites notoires
- Parramatta female factory

- Tissu Parramatta
- Ross Female Factory